# Almirante Juan de Borbón (F-102)
La Almirante Juan de Borbón (F-102) es una fragata de la Armada Española de la clase Álvaro de Bazán, botada en los astilleros de Izar (actualmente Navantia) en Ferrol y en activo desde 2002, que originalmente iba a recibir el nombre Roger de Lauria, pero que finalmente se decidió darle el nombre de Juan de Borbón en honor al padre del entonces rey Juan Carlos I. Si bien se previó posteriormente asignar el nombre original a la quinta fragata de la serie, la F-105, finalmente tampoco esta llevó el nombre del almirante de la Corona de Aragón, puesto que acabó siendo bautizada como Cristóbal Colón.

## Diseño y construcción

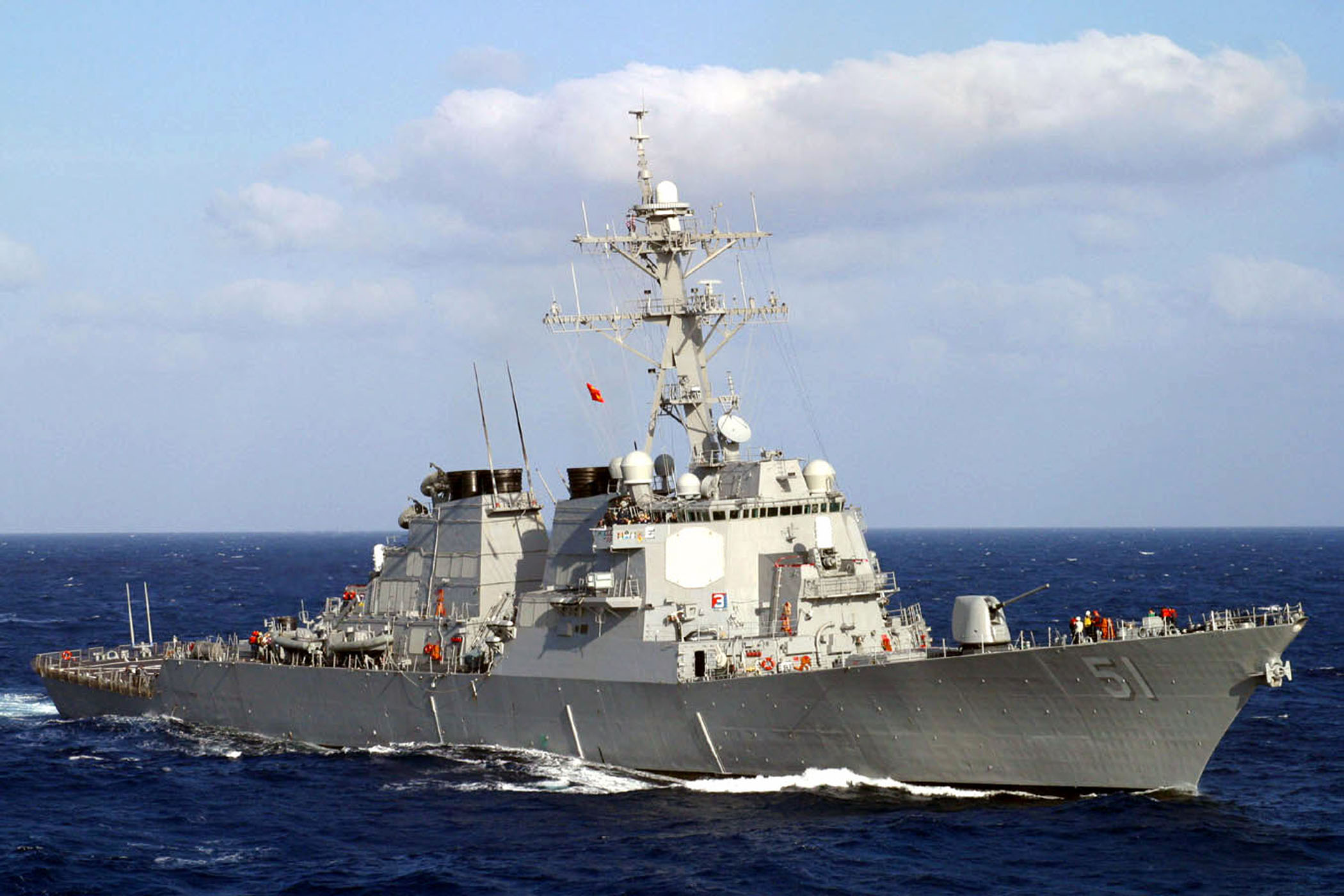
Un destructor estadounidense de la Clase Arleigh Burke, en la que está inspiradas las fragatas españolas de la clase Álvaro de Bazán. En concreto este es el USS Arleigh Burke (DDG 51), fotografiado en 2003.

Como el resto de su clase, fue desarrollada en los astilleros Izar (Ferrol) con un coste de 600 millones de €.
Al igual que las demás fragatas F-100 clase Álvaro de Bazán, son los primeros buques de guerra europeos que cuentan con el sistema de combate Aegis, de origen estadounidense, y un radar capaz de detectar aeronaves en un radio de 500 kilómetros, aunque el margen de detección se reducirá según el tamaño del objetivo y su altura. Tiene capacidad para detectar y seguir hasta 90 blancos móviles y dirigir los proyectiles antiaéreos y de superficie.
Son los primeros buques españoles con casco de protección balística de acero de alta resistencia. Completa su protección con motores montados sobre piezas elásticas, que no transmiten ruido al casco, por lo que son más difícilmente detectables por submarinos. Durante la fase de desarrollo, se puso especial énfasis en el diseño de las formas del buque con el objetivo de minimizar su "eco" de radar. Las F-100 están equipadas también con sistemas de contramedidas y guerra electrónica Indra Aldebarán, de diseño y fabricación española, y un sistema acústico antitorpedos AN/SLQ-25A Nixie. 
Dispone de dos lanzadores cuádruples de misiles antibuque AGM-84 Harpoon; dos lanzadores dobles de torpedos Mk-46; un cañón tipo Mk-45 de cinco pulgadas con capacidad de disparo de 20 proyectiles por minuto y 23 km de alcance; y un lanzador vertical Mk-41 con 48 celdas; cuatro lanzachaff que emiten señuelos para confundir a los misiles enemigos, y un helicóptero SH-60B Seahawk, preparado para la lucha antisubmarina y antisuperficie.
Las capacidades de la fragata se verían colmadas con la instalación de un sónar remolcado ATAS y la integración de los cohetes guiados ASROC en los VLS Mk41 para completar sus capacidades ASW. Para este fin, la fragata posee la correspondiente reserva de peso y espacio y se está en espera de disponer de fondos para su instalación.

## Historial

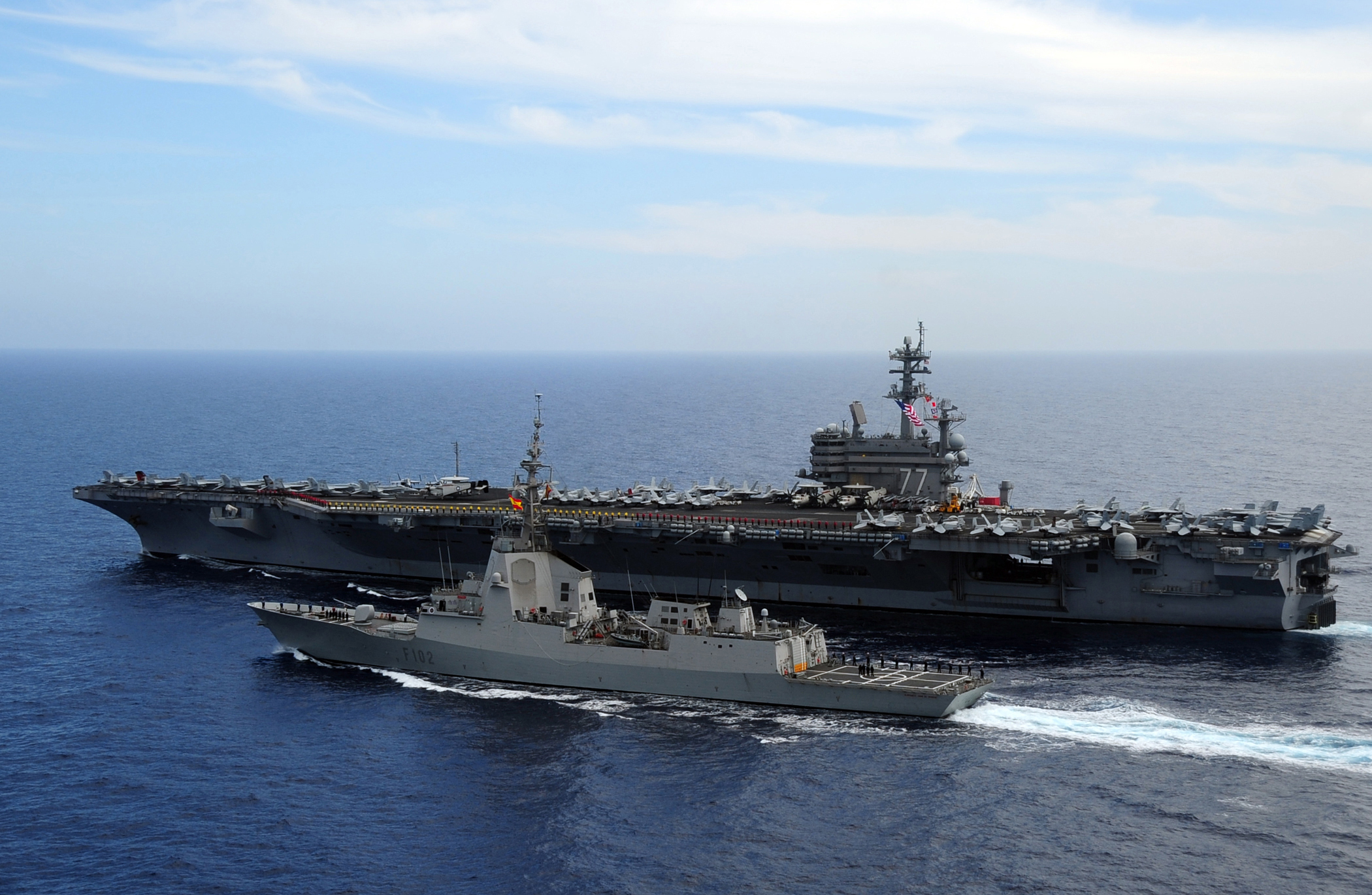
La Almirante Juan de Borbón (F-102) navegando junto al portaaviones nuclear estadounidense USS George H. W. Bush (CVN-77) durante la despedida del grupo de combate del citado portaaviones. Obsérvese que el personal de pista del portaaviones forma con sus uniformes los colores de la bandera española. Año 2011.

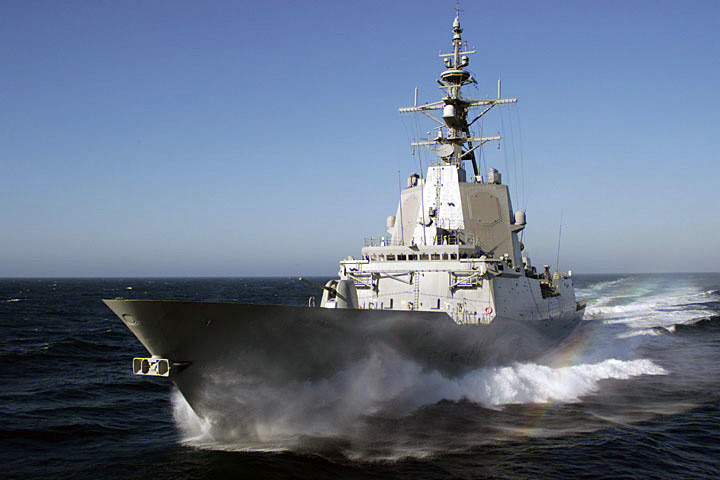
La fragata Almirante Juan de Borbón navegando en 2004.

El 4 de abril de 2003 realizó sus pruebas de mar siendo entregado a la armada el 3 de diciembre de 2003 y realizando pruebas de lanzamiento de misiles en Estados Unidos junto con el USS Pinckney en septiembre de 2004.
En honor a Juan de Borbón, que ostentó en vida el título de conde de Barcelona, recibió en dicha ciudad su bandera de combate el 7 de noviembre de 2004. El 8 de septiembre de 2006 partió de la base naval de Rota con rumbo al Líbano escoltando a las tropas españolas que partían en misión de paz, y retornó el 12 de noviembre de 2006.
En febrero y marzo de 2007 participó en los ejercicios Galiber 07. El 11 de junio retornó a su base en el Arsenal Militar de Ferrol tras seis semanas realizando el periodo de calificación operativa en el golfo de Cádiz y el Mar Mediterráneo.
Desde febrero hasta junio de 2011, estuvo asignada al grupo de combate del portaaviones USS George H. W. Bush. regresando a España el 16 de marzo tras haber hecho escala en los puertos estadounidenses de Norfolk, Mayport y Cabo Cañaveral, la ciudad de San Juan de Puerto Rico y el puerto de Funchal, capital de la isla de Madeira.

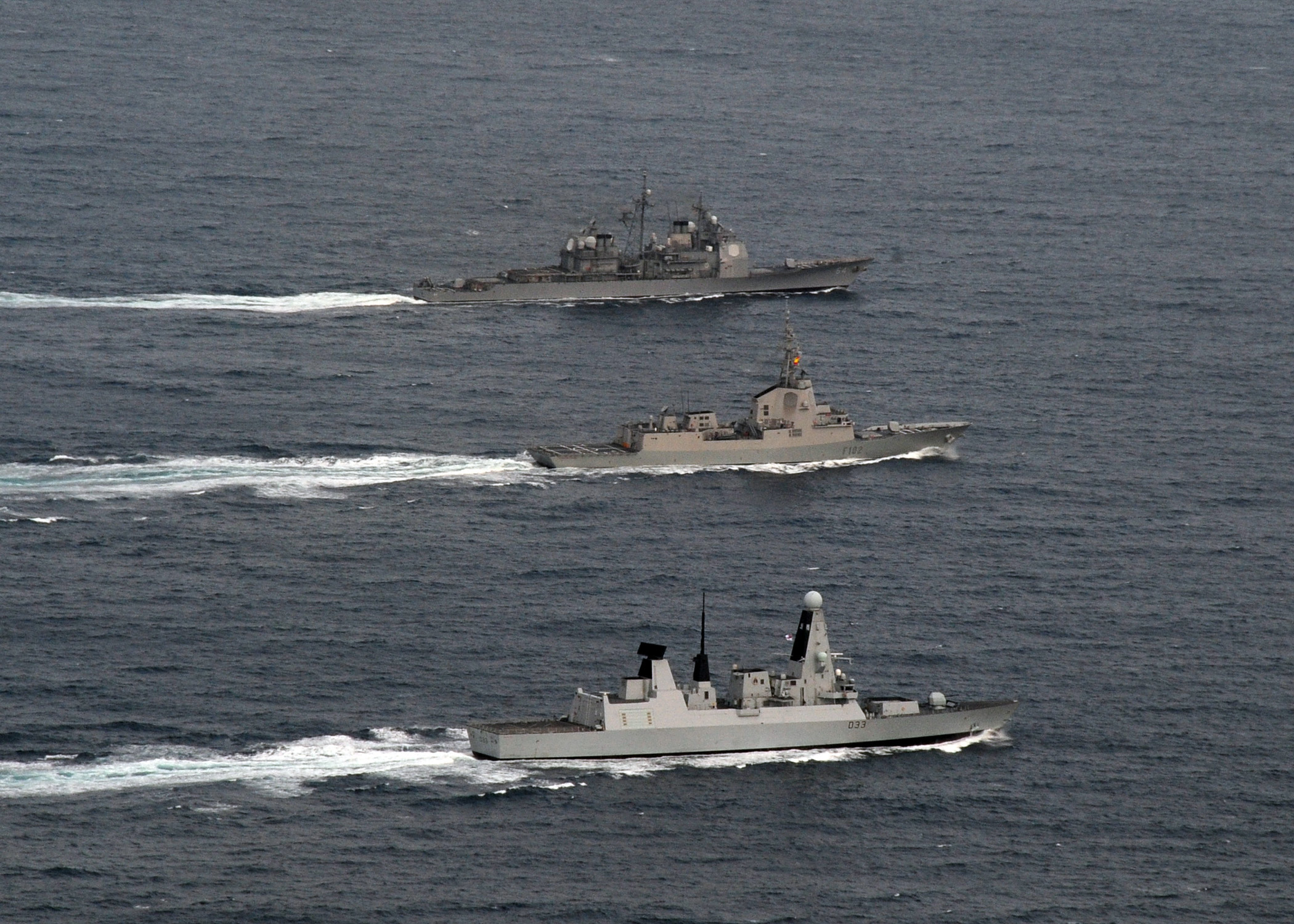
La fragata española Almirante Juan de Borbón (F-102), el destructor inglés HMS Dauntless (D33) y el crucero lanzamisiles estadounidense USS Gettysburg (CG 64) navegan juntos en 2011.

Posteriormente fue destacada en cercanías de las costas de Libia, en donde se desarrolla la operación Unified Protector de la OTAN, bajo el amparo de Naciones Unidas, contribuyendo al bloqueo naval y otras operaciones, como el rescate de 106 inmigrantes africanos el día 11 de julio.
Entre el 2 y el 5 de julio de 2012, participó junto a las fragatas Álvaro de Bazán y Méndez Núñez, el buque de aprovisionamiento logístico Cantabria, el submarino Galerna y aeronaves AV-8B de la 9.ª escuadrilla de aeronaves de la Armada en el ejercicio MAR-22 en la costa atlántica de Galicia.
El 11 de octubre de 2012, tras finalizar un  periodo de certificación, partió de la base naval de Rota -a donde había arribado procedente de su base en Ferrol- para incorporarse a la operación de la OTAN Active Endeavour en aguas del Mediterráneo,
quedó incorporada a dicha operación entre el 17 y el 30 de octubre, retornando a su base en Ferrol el 5 de noviembre de 2012.

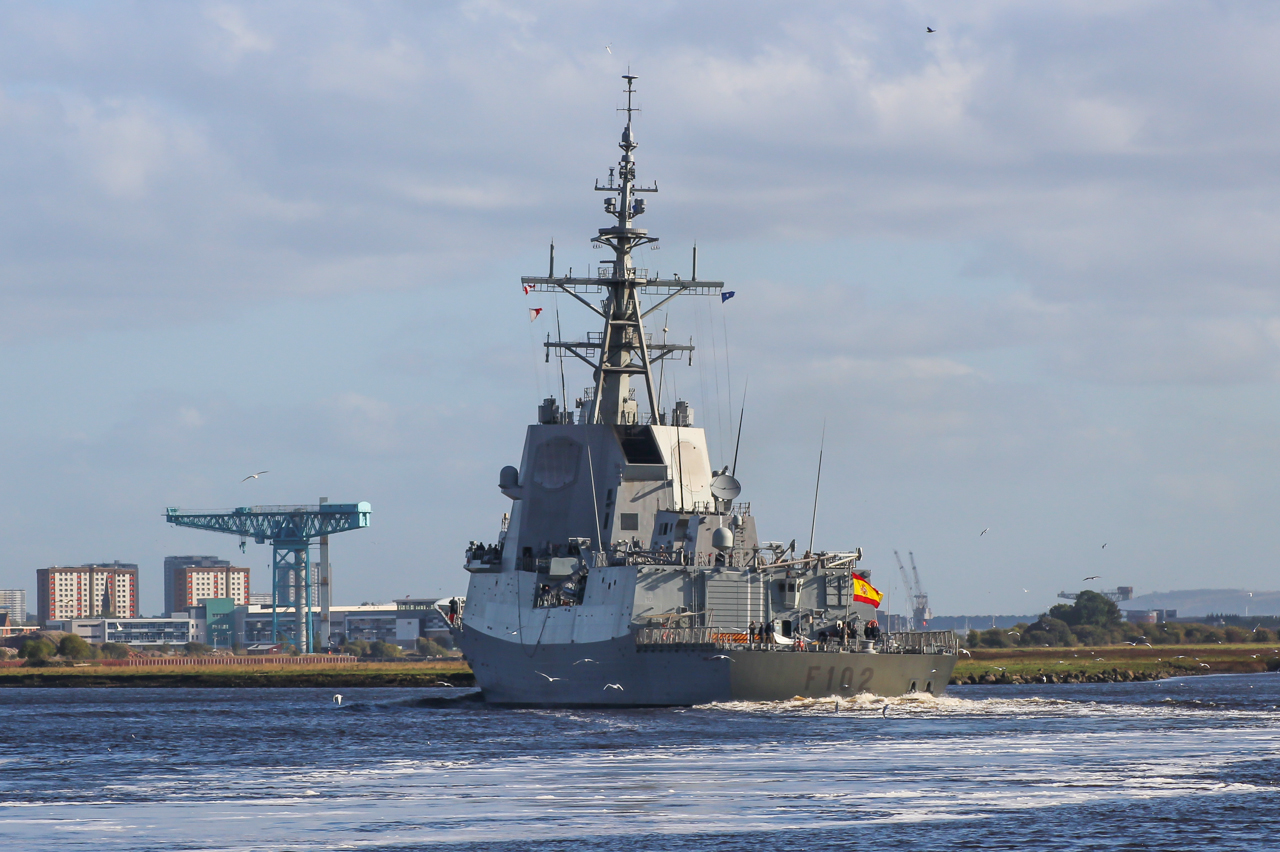
Vista de la popa de la Almirante Juan De Borbón, año 2016.

Desde septiembre de 2013, estuvo realizando su periodo de mantenimiento programado, del que realizó sus pruebas de mar el 14 de enero de 2014.
A finales de febrero de 2014, durante un ejercicio rutinario de carga de los tubos lanza señuelos realizado en el puerto de Ferrol, uno de estos se disparó accidentalmente, provocando heridas leves a seis de sus tripulantes.
El 11 de julio de 2014 se aprovechó el regresó a su base en Ferrol de la Cristóbal Colón procedente de la operación Atalanta y que los otros cuatro buques de la clase se encontraban en su base en Ferrol, para que por primera vez las cinco fragatas de su clase realizaran ejercicios de adiestramiento conjunto como parte de la 31.ª Escuadrilla de Escoltas de la que forman parte.
El 28 de agosto de 2014 partió de su base en Ferrol para incorporarse durante cuatro meses a la Agrupación Naval Permanente número dos de la OTAN, (Standing Naval Maritime Group o SNMG-2). Tras incorporarse a la SNMG-2 participó entre el 8 y el 10 de septiembre en los ejercicios internacionales Sea Breeze 2014 organizados por la OTAN y Ucrania en el Mar Negro. A mediados de octubre participó en aguas de Cartagena y encuadrado en la citada agrupación naval en el ejercicio de la OTAN Noble Mariner-14 junto a otros 24 buques de superficie, 6 submarinos de 16 países.
Desde 2015, se la dotó de capacidad para seguir misiles balísticos. A principios de octubre, participó en el ejercicio internacional Joint Warrior en aguas de Escocia.
En octubre de 2016 al frente de la agrupación naval permanente de la OTAN SNMG-1, participó en las tareas de seguimiento de la flota rusa encabezada por el portaaviones Almirante Kuznetsov en su ruta desde el Báltico al Mediterráneo oriental.
En junio de 2019, mientras estaba integrada en la agrupación naval permanente n.º 1 de la OTAN, participó en el ejercicio de la OTAN Baltops 19 en aguas del Báltico junto con la fragata  Cristóbal Colón y el LHD  Juan Carlos I.

### Buques de la clase
- Álvaro de Bazán (F-101)
- Blas de Lezo (F-103)
- Méndez Núñez (F-104)
- Cristóbal Colón (F-105)

### Buques similares
- Clase Fridtjof Nansen
- Clase Hobart

### Secuencias de designación
Clase Júpiter→Clase Pizarro→Clase Baleares→Clase Santa María→Clase Álvaro de Bazán→Clase F-110 (prevista)

### Listas relacionadas
Fragatas con motor de la Armada Española